# Comuna de Ciężkowice
Ciężkowice (polaco: Gmina Ciężkowice) é uma gminy (comuna) na Polónia, na voivodia de Pequena Polónia e no condado de Tarnowski. A sede do condado é a cidade de Ciężkowice.
De acordo com os censos de 2004, a comuna tem 11 074 habitantes, com uma densidade 107,3 hab/km².

## Área
Estende-se por uma área de 103,22 km², incluindo:
- área agricola: 61%
- área florestal: 30%

## Demografia
Dados de 30 de Junho 2004:
|                      | Total   | Total | Mulheres | Mulheres | Homens  | Homens |
| -------------------- | ------- | ----- | -------- | -------- | ------- | ------ |
|                      | pessoas | %     | pessoas  | %        | pessoas | %      |
| População            | 11 074  | 100   | 5476     | 49,4     | 5598    | 50,6   |
| Densidade (pop./km²) | 107,3   | 100   | 53,1     | 53,1     | 54,2    | 54,2   |

De acordo com dados de 2002, o rendimento médio per capita ascendia a 1473,99 zł.

## Subdivisões
- Bogoniowice, Bruśnik, Falkowa, Jastrzębia, Kąśna Dolna, Kąśna Górna, Kipszna, Ostrusza, Pławna, Siekierczyna, Tursko, Zborowice.

## Comunas vizinhas
- Bobowa, Gromnik, Korzenna, Moszczenica, Rzepiennik Strzyżewski, Zakliczyn